# Victor Burgin

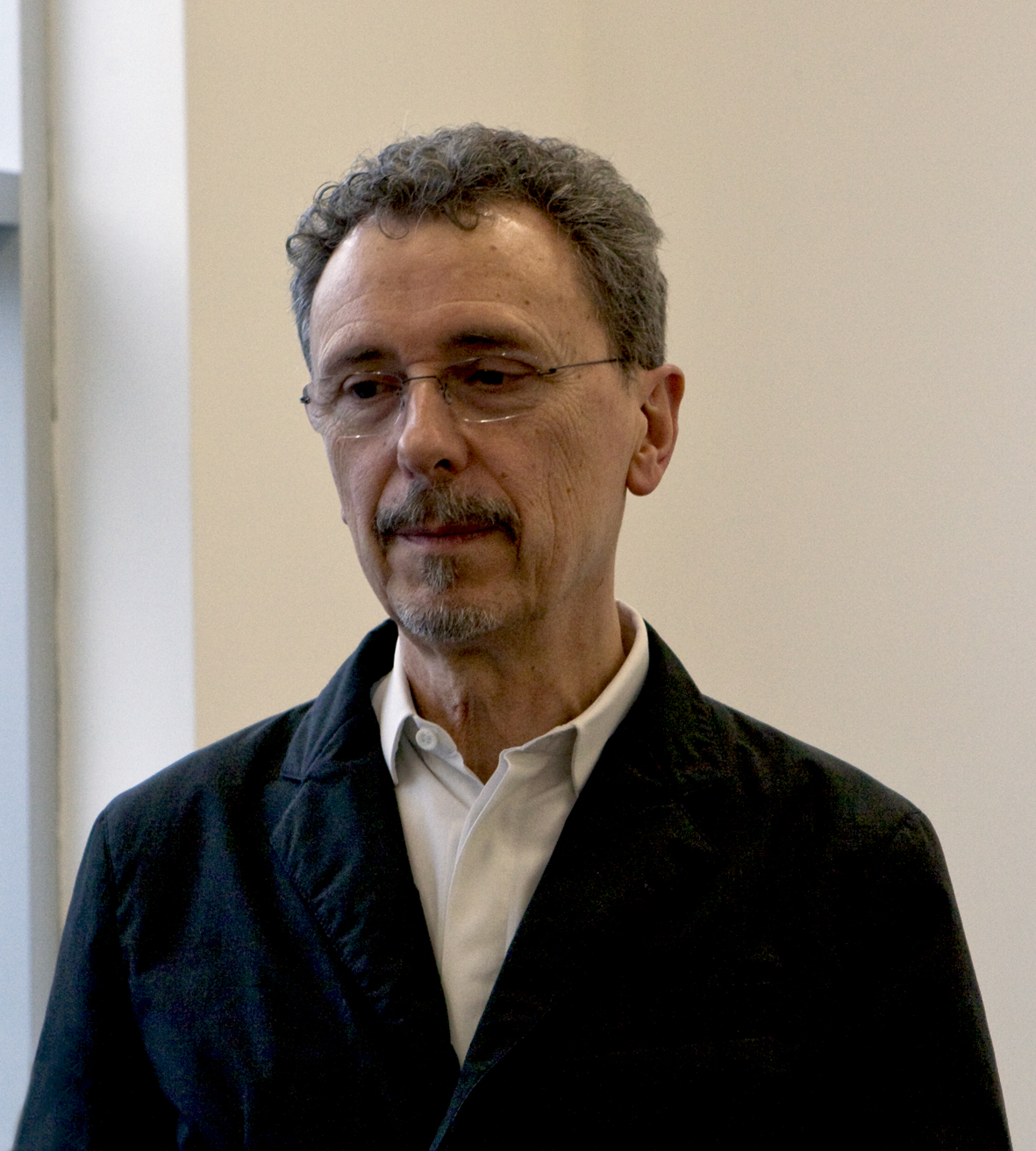
Victor Burgin, 2010

Victor Burgin (* 1941 in Sheffield, England) ist ein britischer Künstler und Mitbegründer der Konzeptkunst der 1960er Jahre.
Burgin studierte Kunst von 1962 bis 1965 am Royal College of Art, in London (A.R.C.A., 1st Class, 1965) bevor er in den USA an der Yale University mit einem Master of Fine Arts (M.F.A. 1967) graduierte. Er lebt und arbeitet in San Francisco. Victor Burgin hat am Goldsmiths College und der University of California, Santa Cruz unterrichtet.
Victor Burgin wurde bekannt als Konzeptkünstler. Burgin arbeitet mit Fotografie und Film – er bezeichnet Malen „als anachronistisches Beschmieren von gewebtem Gewebe mit farbigem Dreck“. Seine Arbeit ist stark durch verschiedene Theoretiker und Philosophen beeinflusst, insbesondere durch Karl Marx, Sigmund Freud, Michel Foucault und Roland Barthes. Sein Werk beschäftigt sich mit der Nebeneinanderstellung von Text und Bild sowie der Darstellung und Repräsentation von Frauen und Fetisch.
1986 wurde Burgin in Anerkennung verschiedener Ausstellungen am Institute of Contemporary Arts und in der Kettle’s Yard Gallery in Cambridge sowie für eine Kollektion seiner theoretischen Schriften und Essays (The End of Theory and Between) für den Turner Preis nominiert.

## Ausstellungen
- 2014: Victor Burgin. Formen des Erzählens, Museum für Gegenwartskunst, Siegen[1]
- 2010 – Galerie Thomas Zander, Köln:_digitale Videoprojektion Dovedale
- 2009 – Hôtel Berlin, Campagne Première, Berlin
- 1998 – Love Letters, Möcsarnok (Kunsthalle), Budapest
- 1995 – The End, State University of New York at Buffalo Art Gallery/Research Center in Art + Culture
- 1992 – Passages, Espace Poulain, Ville de Blois, Frankreich
- 1991 – Passages, Musee d’Art Moderne Villeneuve d’Ascq, Villeneuve d’Ascq, Frankreich
- 1986 – Victor Burgin, ICA, London
- 1981 – Victor Burgin, Musee de la Ville de Calais, Calais
- 1979 – Zoo, DAAD-Galerie, Berlin
- 1978 – Victor Burgin, Museum of Modern Art, Oxford
- 1977 – Victor Burgin, Stedelijk van Abbemuseum, Eindhoven, Niederlande
- 1976 – Lei Feng, Foksal Gallery, Poznań, Polen; Institute of Contemporary Arts (ICA), London
- 1972 – Documenta 5 in Kassel in der Abteilung Idee + Idee/Licht

## Schriften
- 1973  Work and Commentary, London, Latimer
- 1976 Two Essays on Art, Photography and Semiotics, London, Robert Self Publications
- 1977 Victor Burgin, Eindhoven, Stedelijk van abbemuseum
- 1977 Family, New York, Lapp Princess, in association with Printer Matter
- 1982 Hôtel Latône, Calais, Musée de Calais
- 1982 Thinking Photography, Victor Burgin (ed.), [Burgin: Introduction, three essays, bibliography], Macmillan, London and Basingstoke, and Humanities Press International, New Jersey (1982), reprinted 1983, 1984, 1985, 1987 (twice), 1988, 1990, 1992, 1993, 1994
  - dt. Teilübersetzung: "Einleitung" zu Thinking Photography in: Herta Wolf (Hrsg.): Diskurse der Fotografie. Fotokritik am Ende des fotografischen Zeitalters. Bd. 2. Suhrkamp, Frankfurt a. M. 2003, S. 25–37
- 1986 Formations of Fantasy, (co-edited with Donald, J. and Kaplan, C.), Methuen, London
- 1986 Between, Basil Blackwell, Oxford and New York
  - 2020 (second edition), Mack, London
- 1986 The End of Art Theory: Criticism and Postmodernity, Macmillan, London and Basingstoke, and Humanities Press International, New Jersey (1986), reprinted 1987, 1988, 1992, 1993, 1996
  - 1995  Japanische Übersetzung von The End of Art Theory: Criticism and Postmodernity, Tokyo, Keiso Shobo
- 1988 Victor Burgin: Office at Night and Danaïdes/Dames, Charlotte, North Carolina, Knight Gallery, City of Charlotte
- 1988 Victor Burgin, Opere 1982–1986, Milan, Le Case d'Arte
- 1989 Taideteorian Loppu, Helsinki, Suomen Valokuvataiteen Museon Säätiö, Literos, collection of essays by Burgin in finnischer Übersetzung
- 1991 Passages, Lille, Musée d'art moderne de la Communaté Urbaine de Lille, Villeneuve d'Ascq
- 1995 History Painting, Buffalo, University at Buffalo Art Gallery/Research Center in Art + Culture
- 1996 Some Cities, Berkeley and Los Angeles, University of California Press, and London, Reaktion
- 1996 In/Different Spaces: place and memory in visual culture, Berkeley and Los Angeles, University of California Press
- 1997 Szerelmes Levelek/Love Letters, Mücsarnok Museum, Budapest
- 2000 Victor Burgin: Robert Gwathmey Lectures, New York, Cooper Union for the Advancement of Science and Art  1997 Venise, London, Black Dog Publishing
- 2000 Shadowed, London, Architectural Association
- 2001 Victor Burgin, Barcelona, Fundació Antoni Tàpies
- 2002 Relocating, London and Bristol, Arnolfini
- 2004 Ensayos, Barcelona, Gustavo Gili
- 2004 The Remembered Film, London, Reaktion
  - 2019 Le Film qui me reste en mémoire, französische Übersetzung von The Remembered Film, Mimesis, Paris
- 2006 Victor Burgin: Voyage to Italy, Hatje Cantz
- 2007 Objets Temporels, Boulouch, Nathalie; Mavridorakis, Valérie; Perreau, David (Eds.), Presses Universitaires de Rennes
- 2008 Components of a Practice, Skira
- 2009 Situational Aesthetics, Leuven University Press
- 2013 Palmanova, Victor Burgin, Teresa Castro, Evgenia Giannouri, Lucia Monteiro, Clara Schulmann, Form[e]s, Paris
- 2014 Five Pieces for Projection, Museum für Gegenwartskunst, Seigen
- 2016 Scripts, Musée d'Art Moderne et Contemporain, Geneva
- 2016 Barthes/Burgin: Research Notes for an Exhibition, Ryan Bishop and Sunil Manghani (eds), Edinburgh University Press
- 2018 The Camera – Essence and Apparatus, Mack, London
- 2019 Mandarin, Juxta, Milan
- 2019 Afterlife, Galerie Thomas Zander & Walther König

## Sekundärliteratur
- 2014 Projective – Essays on the works of Victor Burgin, Victor Burgin, Gülru Çakmak, David Campany, Homay King, David Rodowick, Anthony Vidler, Musée d'Art Moderne et Contemporain, Geneva
  - 2014 Projectif  – Essais sur l'oeuvre de Victor Burgin, französische Übersetzung von Projective
- 2017 Victor Burgin's Parzival in Leuven – Reflections on the "Uncinematic", Stéphane Symons (ed.), Leuven University Press
- 2019 Seeing Degree Zero, Barthes/Burgin and Political Aesthetics, Ryan Bishop and Sunil Manghani (eds), Edinburgh University Press
- 2020 Alexander Streitberger, Psychical Realism – The work of Victor Burgin, Leuven University Press